# Diên An (nhạc sĩ)
Diên An (sinh năm 1934) là một nhạc sĩ, nhà quay phim và đạo diễn tại miền Nam Việt Nam trước ngày 30 tháng 4 năm 1975 với một loạt tác phẩm chủ đề "Người tình". Ông được Nhà nước Việt Nam phong tặng danh hiệu Nghệ sĩ Ưu tú.

## Tiểu sử
Ông tên thật là Nguyễn Văn Để, sinh tại Gia Hội, Huế. Thuở nhỏ, ông học trường tiểu học Saint Pierre chung với đạo diễn Lê Hoàng Hoa. Ông chuyển vào Sài Gòn kể từ sau khi thi đỗ Trường Điện ảnh Sài Gòn. Sau khi tốt nghiệp, ông về làm việc tại Trung tâm Điện ảnh Sài Gòn. Năm 1966, ông chuyển về công tác ở Đài Truyền hình Sài Gòn với vai trò là đạo diễn truyền hình và tiếp tục gắn bó với Đài Truyền hình Thành phố Hồ Chí Minh sau này cho đến khi nghỉ hưu vào năm 1996. Nguyễn Văn Để từng đóng vai trò quay phim chính trong một số tác phẩm của đạo diễn Lê Hoàng Hoa như Vết thù trên lưng ngựa hoang, Người chồng bất đắc dĩ, Con ma nhà họ Hứa, Gác chuông nhà thờ, Hiệp sĩ bất đắc dĩ,...
Khi đóng vai trò người nhạc sĩ, Nguyễn Văn Để lấy nghệ danh là Diên An và Phương Kim. Tên gọi Diên An lấy cảm hứng từ địa danh Diên An thuộc tỉnh Thiểm Tây, Trung Quốc do ông khâm phục hình tượng "du kích quân cách mạng Trung Quốc". Tên gọi Phương Kim được ông dùng khi ký bài hát Hãy quên nhau và Người tình. Khi viết hai bài này, ông thử đổi sang nghệ danh khác cho nữ tính và hợp chất nhạc nhưng vì chưa nghĩ ra tên gọi nào nên đã lấy tên người phụ nữ đánh máy bài hát giùm ông để làm nghệ danh.
Bàn việc sáng tác nhạc, Diên An tự nhận mình không phải là nhạc sĩ chuyên nghiệp; ông tâm sự: "Lúc đó viết là do mình thích thôi, sau không có nhiều thời gian nữa, tôi bỏ ngang...". Trả lời phỏng vấn báo Thanh niên, Diên An bộc bạch các ca khúc của ông đều "viết cho một người thôi, toàn đau khổ sầu lụy".
Hiện tại Diên An đang sống cùng gia đình tại quận Phú Nhuận, thành phố Hồ Chí Minh.

## Tác phẩm
- Cuối nẻo đường tình (Diên An & Dương Quang Cát)
- Đêm vĩnh biệt
- Đoản khúc tuyệt tình
- Gọi thầm (Diên An & Phó Quốc Lân)
- Giấc mê đời (1970)
- Hãy quên nhau (Phương Kim) (1970)
- Hồn lá úa (Diên An & Quỳnh Trang)
- Lần cuối cùng (1970)
- Mãi mãi gần nhau (Phương Kim)
- Một ngày nào đó
- Người còn đó ta còn đây (Diên An & Quỳnh Trang) (1971)
- Người đã đem theo
- Người tình (Phương Kim) (1970)
- Người xa người (Diên An & Quỳnh Trang) (1970)
- Những con đường tình yêu
- Nửa cuộc tình sầu (Nửa cuộc tình buồn)
- Vết thương cuối cùng (1971)
- Xin trả lại người
- Yêu chỉ một lần (Phó Quốc Thăng & Phương Kim)